# Childhood’s End (Lied)
Childhood’s End ist ein Lied der britischen Rockband Pink Floyd, das 1972 auf dem Album Obscured by Clouds erschienen ist.
Bis zum Erscheinen von A Momentary Lapse of Reason im Jahr 1987 war Childhood’s End der letzte Song, den David Gilmour selbständig für Pink Floyd komponiert hatte. Inspiriert wurde Childhood’s End durch die 1953 erschienene und im englischen Original gleichnamige Science-Fiction-Novelle Die letzte Generation von Arthur C. Clarke. Zufälligerweise beeinflusste die Novelle zeitgleich auch die Band Genesis, die den Text in Watcher of the Skies auf ihrem vierten Studioalbum Foxtrot (1972) verewigten.
Inhaltliche Übereinstimmungen zwischen Lied- und Novellentext gibt es kaum.

## Live-Versionen
Childhood’s End spielten Pink Floyd während ihrer Europa-Tour Ende 1972 und bis März 1973 auf ihrer sich anschließenden Amerika-Tour. Die Live-Versionen hoben sich von den Studio-Versionen dadurch ab, dass sie einen ziemlich langen instrumentalen Mittelbau zwischen den Liedstrophen 2 und 3 aufwiesen und eine Stufe höher, in fis- statt e-Moll, gespielt wurden. Diese Versionen dauerten bisweilen über 10 Minuten, wie beispielsweise im International Amphitheatre in Chicago, Illinois im März 1973.

## Personelle Besetzung
- David Gilmour – Akustische Gitarre, E-Gitarren und Lead-Gesang
- Roger Waters – E-Bass
- Richard Wright – Hammond-Orgel, EMS VCS 3-Synthesizer, Farfisa-Orgel
- Nick Mason – Schlagzeug